# Nora Nova
Ahinora Kumanova, más conocida como Nora Nova (Sofía, Reino de Bulgaria, 8 de mayo de 1928 - 9 de febrero de 2022) fue una cantante búlgara. Fue la primera cantante búlgara en representar a Alemania en el Festival de la Canción de Eurovisión en 1964.

## Eurovisión
El 11 de enero de 1964, ganó en la selección para representar a Alemania en el Festival de la Canción de Eurovisión de 1964, que se celebró el 21 de marzo de ese año. Su canción, «Man gewöhnt sich so schnell an das Schöne» («Qué rápido nos acostumbramos a las cosas buenas») terminó en el puesto 13 con 0 puntos, junto a Portugal, Suiza y Yugoslavia. Se convirtió en la primera canción de Alemania en obtener ningún punto, aunque al año siguiente se repitió la misma historia con Ulla Wiesner.